# Abhorrence
Abhorrence – pierwsze demo polskiej grupy muzycznej Hate. Wydawnictwo ukazało się w 1992 roku nakładem wytwórni muzycznej Hate Production. Nagrania zostały zarejestrowane i zmiksowane w warszawskim Powerplay Studio w 1992 roku we współpracy z realizatorem Shpenyo. Sesja nagraniowa odbyła się w składzie Adam "ATF Sinner" Buszko (wokal, gitara, gitara akustyczna, keyboard), Piotr "Mittloff" Kozieradzki (perkusja), Marcin "Martin" Russak (gitara basowa, wokal) oraz Andrzej "Quack" Kułakowski (gitara, gitara akustyczna, keyboard).
Okładkę kasety przygotował Jarosław Domiński. Natomiast zdjęcia wykonał Jarosław Pokrzewiński. Część nagrań z Abhorrence ukazała się na Stronie B, drugiego dema Hate - Evil Art (1994).

## Lista utworów
Opracowano na podstawie materiału źródłowego.
| Nr | Tytuł utworu      | Słowa         | Muzyka | Długość |
| -- | ----------------- | ------------- | ------ | ------- |
| 1. | „Sweet Death”     | ATF Sinner    | Hate   | 03:01   |
| 2. | „Curse of Dream”  | ATF Sinner    | Hate   | 02:54   |
| 3. | „Abhorrence”      | ATF Sinner    | Hate   | 03:57   |
| 4. | „Psalm of Suffer” | ATF Sinner    | Hate   | 04:04   |
| 5. | „Demigod”         | ATF Sinner    | Hate   | 02:46   |
| 6. | „The Prayer”      | T. K., Q., S. | Hate   | 03:44   |
|    |                   |               |        | 20:26   |